# Сельское поселение Шеметовское
Сельское поселение Шеметовское — упразднённое муниципальное образование со статусом сельского поселения в Сергиево-Посадском районе Московской области России.

## Общие сведения
Административный центр — село Шеметово.
Глава сельского поселения — Бурынина Татьяна Владиславовна. Адрес администрации: 141335, Московская область, Сергиево-Посадский район, с. Шеметово, микрорайон Новый, д. 8.

## История
Образовано в ходе муниципальной реформы, в соответствии с Законом Московской области от 28.02.2005 года № 60/2005-ОЗ «О статусе и границах Сериево-Посадского муниципального района и вновь образованных в его составе муниципальных образований».
Законом Московской области от 20 марта 2019 года Сергиево-Посадский муниципальный район был упразднён, а все входившие в его состав поселения  1 апреля 2019 года были объединены в единое муниципальное образование — Сергиево-Посадский городской округ.

## География
По площади территории является самым крупным муниципальным образованием Сергиево-Посадского района. Расположено в его северо-западной части. На востоке граничит с сельским поселением Селковским, на юго-востоке — с городским поселением Богородским и сельским поселением Реммаш, на юге — с городским поселением Сергиев Посад и сельским поселением Васильевским, на юго-западе — с сельским поселением Якотским Дмитровского района, на северо-западе — с сельским поселением Гуслевским, а на севере — с сельским поселением Ермолинским Талдомского района. Площадь территории сельского поселения — 46 613 га.

## Население
| 2006  | 2007  | 2008  | 2009  | 2010  | 2011  |
| ----- | ----- | ----- | ----- | ----- | ----- |
| 9575  | ↘9520 | ↗9570 | ↘9545 | ↘9504 | ↘9484 |
| 2012  | 2013  | 2014  | 2015  | 2016  | 2017  |
| →9484 | ↗9534 | ↗9568 | ↘9450 | ↘9376 | ↘9319 |
| 2018  | 2019  |       |       |       |       |
| ↘9232 | →9232 |       |       |       |       |

## Состав сельского поселения
В состав сельского поселения входят 75 населённых пунктов шести упразднённых административно-территориальных единиц — Закубежского, Константиновского, Кузьминского, Марьинского, Ченцовского и Шабурновского сельских округов:
| Вид     | Наименование    | Население, чел. (2010) |
| ------- | --------------- | ---------------------- |
| деревня | Агинтово        | 5                      |
| деревня | Адамово         | 0                      |
| деревня | Аким-Анна       | 2                      |
| деревня | Акулово         | 3                      |
| деревня | Алмазово        | 0                      |
| деревня | Антолопово      | 0                      |
| деревня | Антоново        | 16                     |
| деревня | Афанасово       | 1                      |
| деревня | Базыкино        | 10                     |
| посёлок | Башенка         | 145                    |
| деревня | Бобошино        | 41                     |
| село    | Богородское     | 19                     |
| деревня | Бор             | 14                     |
| деревня | Борисцево       | 0                      |
| деревня | Былино          | 12                     |
| деревня | Ворсково        | 0                      |
| деревня | Генутьево       | 2                      |
| деревня | Грачнево        | 3                      |
| деревня | Дмитровское     | 34                     |
| деревня | Добрая Слободка | 4                      |
| деревня | Дубки           | 3                      |
| деревня | Дьяконово       | 0                      |
| деревня | Ерёмино         | 4                      |
| село    | Закубежье       | 168                    |
| деревня | Иваньково       | 30                     |
| деревня | Игнашино        | 1                      |
| деревня | Кисляково       | 15                     |
| деревня | Козлово         | 11                     |
| село    | Константиново   | 747                    |
| деревня | Корытцево       | 17                     |
| деревня | Кузьмино        | 756                    |
| деревня | Кулебякино      | 2                      |
| деревня | Кустово         | 7                      |
| село    | Кучки           | 14                     |
| деревня | Лихачёво        | 0                      |
| деревня | Марьино         | 764                    |
| деревня | Махра           | 9                      |
| деревня | Машутино        | 9                      |
| деревня | Минино          | 1                      |
| деревня | Михалёво        | 5                      |
| село    | Никульское      | 22                     |
| деревня | Новиково        | 8                      |
| хутор   | Новиково        | 7                      |
| деревня | Новосёлки       | 7                      |
| деревня | Окаёмово        | 8                      |
| деревня | Опарино         | 3                      |
| деревня | Парфёнково      | 0                      |
| деревня | Паюсово         | 0                      |
| деревня | Посевьево       | 66                     |
| деревня | Прикащецкое     | 5                      |
| деревня | Разделенцы      | 0                      |
| деревня | Садовниково     | 12                     |
| деревня | Самотовино      | 793                    |
| деревня | Сахарово        | 3                      |
| деревня | Селиваново      | 5                      |
| деревня | Селихово        | 0                      |
| деревня | Симоново        | 0                      |
| деревня | Сковородино     | 2                      |
| деревня | Старогригорово  | 0                      |
| деревня | Судниково       | 0                      |
| деревня | Сырнево         | 19                     |
| посёлок | Сырнево         | 52                     |
| деревня | Тарбинское      | 1                      |
| деревня | Торжнево        | 0                      |
| деревня | Фалисово        | 6                      |
| деревня | Филипповское    | 1                      |
| деревня | Филисово        | 1                      |
| деревня | Ченцы           | 28                     |
| деревня | Чернецкое       | 14                     |
| деревня | Чижево          | 10                     |
| деревня | Чирково         | 24                     |
| деревня | Шабурново       | 1155                   |
| село    | Шеметово        | 4362                   |
| деревня | Юдино           | 2                      |
| деревня | Ясниково        | 14                     |

В Законе Московской области «О внесении изменений в Закон Московской области „О статусе и границах Сергиево-Посадского муниципального района и вновь образованных в его составе муниципальных образований“» указаны две деревни Новиково, находящиеся в границах сельского поселения, а также не фигурирующий в Общероссийском классификаторе объектов административно-территориального деления (ОКАТО) посёлок Башенка.
Постановлением Губернатора Московской области № 674-ПГ от 25 декабря 2018 года деревне Новиково бывшего Закубежского сельского округа была изменена категория на хутор для устранения ситуации с двумя одноимёнными деревнями.

## Археология
В 1,2 км к востоку от деревни Минино и в 2,5 км к северу-северо-востоку от деревни Сковородино, в 200 м к юго-западу от стрелки реки Дубны и её правобережного притока реки Сулать на Заболотском торфянике находятся стоянка и могильник эпохи мезолита Минино 2. В верхнем мезолитическом культурном слое раскопа 2 содержатся находки бутовской культуры, в нижнем — немногочисленные находки рессетинской культуры. В раскопе I верхний слой содержит находки эпох мезолита/неолита/бронзы, нижний — мезолитические изделия. В раскопе 1 в двух ямах были найдены погребения людей, представленные, несмотря на большие размеры могильных ям, двумя черепами. Погребение I принадлежит особи женского пола возрастом 13—15 лет. На правой лобной кости черепа имеются следы проникающей травмы, которая, возможно, явилась причиной смерти. Погребение 2 расположено несколько выше погребения 1. Радиоуглеродный возраст образца почвы из могильной ямы составляет 8982 калиброванных года до настоящего времени. Всего на памятнике Минино 2 изучено четыре захоронения, выявлены поселенческие слои финально-палеолитической рессетинской и мезолитической заднепилевской культур. На вепсовской стадии валдайского оледенения (около 15,5—14,5 тыс. л. н.) в процессе обсыхания Верхневолжской низменности в юго-восточной части бывшей озерной котловины сформировалась цепочка остаточных озёр, дренируемых руслом реки Пра-Дубны. Заселение Заболотского палеоозера произошло в финальном плейстоцене (около 13,0—12,5 тыс. л. н.) населением рессетинской культуры. Всего в пределах Заболотского полигона выявлено не менее 25 памятников археологии. Многослойная стоянка и могильник Замостье 5 приурочены к правому искусственному берегу реки Дубны в 100 м к югу от устья её правобережного притока реки Сулать.